# Ethan Nwaneri
Ethan Chidiebere Nwaneri (* 21. března 2007) je anglický profesionální fotbalista, který hraje na pozici záložníka za klub Arsenal FC.

## Mládí
Ethan Chidiebere Nwaneri se narodil 21. března 2007 v Enfieldu v Londýně a navštěvoval St John's Senior School v Enfieldu. Je nigerijského původu.

## Klubová kariéra
Nwaneri přestoupil do Arsenalu v devíti letech. Ve 14 letech už hrál za tým do 18 let. Hraje převážně na pozici záložníka.
Nwaneri začal sezónu 2022/23 v týmu Arsenalu do 18 let, ale rychle postoupil do týmu do 21 let. Poté, co se v sezóně 2022/23 objevil pouze v Premier League 2, se v září připojil k prvnímu týmu na tréninku a 18. září se poprvé dostal do seniorského týmu, když byl jmenován náhradníkem pro zápas Premier League proti Brentfordu. Přišel z lavičky, aby nahradil Fábia Vieiru v nastaveném čase druhého poločasu a stal se nejmladším hráčem, který se kdy objevil v Premier League – překonal rekord, který do té doby držel Harvey Elliott, a historický rekord anglické nejvyšší soutěže, který od srpna 1964 držel bývalý brankář Sunderlandu Derek Forster. Stal se také nejmladším profesionálním hráčem Arsenalu v historii, když překonal předchozí rekord 16 let a 177 dní, který stanovil Cesc Fàbregas v Ligovém poháru 2003/04. Na pozápasové tiskové konferenci trenér Mikel Arteta vysvětlil, že museli jmenovat Nwaneriho a další dva hráče z týmu do 21 let na lavičku, protože první tým měl několik zranění, zejména zranění záložníka a kapitána Martina Ødegaarda, a za jeho rozhodnutím poslat Nwaneriho stál "instinkt".
V červnu 2023, kdy mu skončila povinná školní docházka, se Nwaneri dohodl na nové smlouvě s Arsenalem, která bude oficiálně podepsána v březnu 2024 v den jeho sedmnáctých narozenin.
Nwaneri nastoupil jako náhradník v sezóně 2023/24 v Premier League při výhře Arsenalu 6:0 nad West Hamem United, když nastoupil v 77. minutě.

## Reprezentační kariéra
Poté, co zazářil v kvalifikaci, byl Nwaneri 17. května 2023 jmenován do týmu Anglie pro Mistrovství Evropy ve fotbale hráčů do 17 let 2023. Vítězný gól vstřelil v úvodním zápase proti Chorvatsku na Balmazújvárosi Városi Sportpálya.
Dne 2. listopadu 2023 byl Nwaneri zařazen do týmu Anglie pro Mistrovství světa ve fotbale hráčů do 17 let 2023. Svůj jediný gól na turnaji vstřelil v úvodním zápase skupiny proti Nové Kaledonii.

## Statistiky

### Klubové
Platí k zápasu hranému 11. února 2024.
| Klub              | Sezóna            | Liga              | Liga   | Liga | Národní pohár | Národní pohár | Ligový pohár | Ligový pohár | Kontinentální | Kontinentální | Ostatní | Ostatní | Celkově | Celkově |
| Klub              | Sezóna            | Soutěž            | Zápasy | Góly | Zápasy        | Góly          | Zápasy       | Góly         | Zápasy        | Góly          | Zápasy  | Góly    | Zápasy  | Góly    |
| ----------------- | ----------------- | ----------------- | ------ | ---- | ------------- | ------------- | ------------ | ------------ | ------------- | ------------- | ------- | ------- | ------- | ------- |
| Arsenal U21       | 2022/23           | —                 | —      | —    | —             | —             | —            | —            | —             | —             | 2       | 0       | 2       | 0       |
| Arsenal U21       | 2023/24           | —                 | —      | —    | —             | —             | —            | —            | —             | —             | 2       | 0       | 2       | 0       |
| Arsenal U21       | Celkově           | Celkově           | —      | —    | —             | —             | —            | —            | —             | —             | 4       | 0       | 4       | 0       |
| Arsenal           | 2022/23           | Premier League    | 1      | 0    | 0             | 0             | 0            | 0            | 0             | 0             | —       | —       | 1       | 0       |
| Arsenal           | 2023/24           | Premier League    | 1      | 0    | 0             | 0             | 0            | 0            | 0             | 0             | 0       | 0       | 1       | 0       |
| Arsenal           | Celkově           | Celkově           | 2      | 0    | 0             | 0             | 0            | 0            | 0             | 0             | 0       | 0       | 2       | 0       |
| Celkově v kariéře | Celkově v kariéře | Celkově v kariéře | 2      | 0    | 0             | 0             | 0            | 0            | 0             | 0             | 4       | 0       | 6       | 0       |

## Úspěchy
Arsenal U21
- Poražený finalista FA Youth Cupu: 2022/23